# Membracis micans
Membracis micans är en insektsart som beskrevs av Buckton. Membracis micans ingår i släktet Membracis och familjen hornstritar. Inga underarter finns listade i Catalogue of Life.